# Почтовая служба британских войск
Почто́вая слу́жба брита́нских войск (англ. British Forces Post Office, сокращённо BFPO) — агентство, основанное в 1999 году и предоставляющее почтовые услуги Вооружённым силам Великобритании.

## Описание
Агентство функционирует отдельно от общенациональной Королевской почты. Организационно является подразделением Оборонной группы поддержки при Министерстве обороны Великобритании. Адресная система BFPO используется для доставки почты как внутри Великобритании, так и по всему миру.

## История

### Ранний период
С началом Наполеоновских войн стала ощущаться необходимость в создании специальной почтовой службы для британских войск. Однако лишь в 1808 году во время Перинейских войн Веллингтоном была организована первая aрмейская почтовая служба (First Army Post Office). В следующий раз подобная служба стала необходима во время Первой Опиумной войны в 1840 году.
Через сорок два года, 22 июля 1882 года, королева Виктория своим указом положила начало постоянной почтовой службе (Post Office Corps), сформированной из 24-го Мидлсекского батальона добровольцев для службы в рамках Египетской и Суданской кампаний.
В дальнейшем армейская почтовая служба называлась Телеграфным резервом Королевских инженеров (Royal Engineers Telegraph Reserve). В 1889 году резервные части (Reserve Corps) были реорганизованы в две вспомогательные бригады почтово-телеграфной службы (Postal and Telegraph Service), отлично себя проявившие во время Англо-бурской войны (1899—1902). Перед Первой мировой войной, в 1908 году, бригады были объединены в Почтовую секцию Королевских инженеров (Royal Engineers (Postal Section), сокращённо RE (PS)).

### Первая мировая война
Данное почтовое подразделение, RE (PS), участвовало в 1918—1919 годах во всех операциях британских сухопутных войск — от Франции до Восточной Африки и от Греции до России. Представители службы имели в своем распоряжении широкий спектр средств доставки от мулов и саней до траулеров и миноносцев.
В 1914 году в Лондоне было организовано Национальное почтовое управление (Home Postal Depot), в задачи которого входило:
- сортировка и доставка корреспонденции в пункты назначения;
- подготовка личного состава почтовой службы RE (PS).

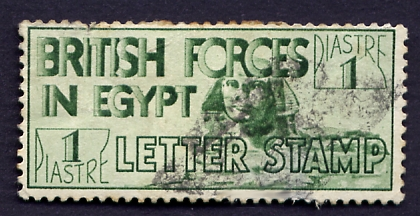
Военная марка, использовавшаяся британской армией в Египте для оплаты письменной корреспонденции во время Второй мировой войны

В 1918 году совершались первые успешные попытки доставки почты воздушным путём. В марте 1919 года открылась первая линия авиадоставки между Фолкстоном и Кёльном для британских экспедиционных войск. Эффективность и быстрота доставки почты по воздуху заставили гражданскую почтовую службу применять её повсеместно.

Эмблема Оборонного агентства почтовых и курьерских услуг с девизом «Быстрая и надежная» («Swift & Secure»)

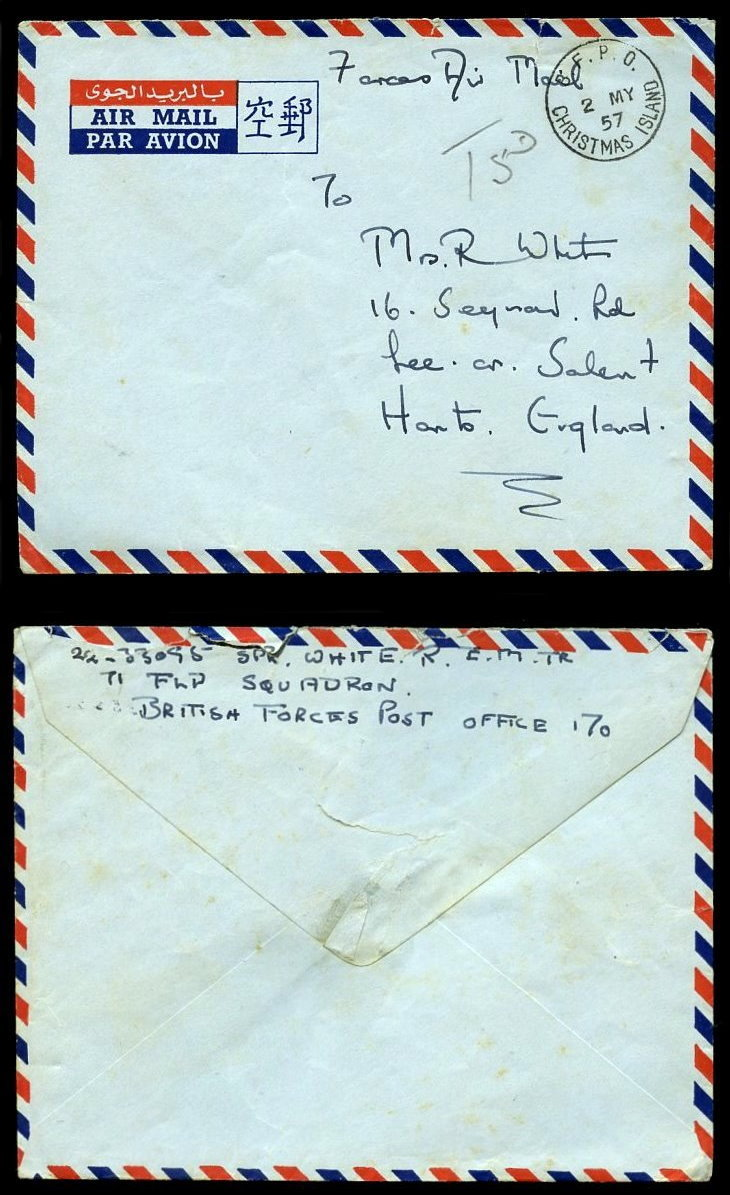
Авиапочтовое письмо, погашенное штемпелем Почтовой службы британских войск на острове Рождества в 1957 году

### Вторая мировая война
С началом Второй мировой войны почтовая служба RE (PS) действовала на всех фронтах. Солдаты и их командиры делали 3—4-дневные маршброски без еды и питья, чтобы доставить лишь одно письмо. Они также были среди первых британских солдат, вступивших на берег Нормандии в июле 1944 года.

### Послевоенный период
В 1950-е годы британская колониальная империя начала распадаться, Вооружённые силы Великобритании вошли в состав НАТО и миротворцев ООН. Существенные изменения произошли и в структуре Почтовой секции Королевских инженеров, в которую влилась почтовая служба ВМФ (Royal Naval Mails) в 1962 году, а в 1974 году — и Курьерская служба Вооружённых сил Великобритании (UK Forces Courier Service). Окончательный вид армейская почтовая служба приобрела в 1983 году, когда в её состав вошли остальные почтовые службы военных ведомств.
В июле 1992 года было создано Оборонное агентство почтовых и курьерских услуг (Defence Postal and Courier Services Agency; DPCSA), которое 1 июля 1999 года было преобразовано в нынешнюю Почтовую службу британских войск.

## Адресная система
Для пересылки почтовых отправлений Почтовой службой британских войск применяется специальная адресная система.
Пример адреса, используемого в BFPO:
| 12345678 LCPL B Jones B Company 1 Loamshire Regt BFPO 61 |

При этом каждая строка в записи адреса означает следующее:
- 12345678 LCPL — личный номер военнослужащего, B Jones — имя военнослужащего;
- B Company — рота «Б» (соответствует 2-й роте);
- 1 Loamshire Regt — 1-й Лоумширский полк[англ.][4];
- BFPO 61 указывает на Милан (Италия), где расквартирован указанный полк[5].